# Berzasca, Caraș-Severin
Berzasca este satul de reședință al comunei cu același nume din județul Caraș-Severin, Banat, România.

## Relieful
Relieful este format din munte, deal, terase și lunci ce se desfășoară în trepte de la nord la sud. Relieful montan este reprezentat de bordura carpatică a Munților Locvei și Almăjului. Înălțimile principale situate pe teritoriul comunei sunt: Iovița (435 m) și Mușuroane (420 m) pentru Munții Locvei și Dealul Capriva (912 m), Tâlva Ravna (812 m), Dealul Mesnicului (783 m), Movila Mare (756 m), Tâlva Toronița (713 m), Vârfu Ciucaru (544 m) și altele, pentru Munții Almajului.

## Clima
Din punct de vedere climatic, localitatea se încadrează în arealul temperat-continental moderat, cu accentuate influențe mediteraniene, cu manifestarea concretă a două microclimate locale, corespunzătoare zonelor montane și depresionară.

## Vegetația
Vegetația de pe teritoriul așezării este alcătuită din păduri de foioase, pajiști și grupări ruderale, fiind dispusă în etaje specifice, condiționate de cadrul natural, în care litologia variază și relieful diversificat (deal, munte, terase, lunci) și climatul, în general călduros-umed, au un rol determinant.